# Sherpa (enseigne)
Pour les articles homonymes, voir Sherpa (homonymie).
Sherpa est une coopérative de commerçants et une enseigne de distribution alimentaire française, appartenant à la société Coréma (filiale de la coopérative), portée par des points ventes de format supérette et supermarché. L'ensemble des points de vente sont essentiellement situés dans les stations de sports d'hiver françaises des Alpes, du Jura et des Pyrénées. Le groupe Casino a conclu un accord avec la coopérative pour placer leurs produits dans les supermarchés Sherpa.

## Historique
En 1988, dix acteurs du commerce de montagne s'associent afin de concourir efficacement, par un ensemble de prestations ciblées, à la réussite des vacances de leurs clients. Ils créent ensemble l'enseigne alimentaire Sherpa.
De 1992 à 1999, fonctionnant hors des systèmes grossistes, Sherpa ouvre un partenariat avec le groupe Promodès. En 1995, Sherpa regroupe 50 magasins indépendants. 
De 1999 à 2009, Sherpa Alimentation signe un accord commercial avec le dispositif de proximité Prodim de Carrefour. Le groupe Carrefour possédait 26 % des parts de la société Coréma jusqu'à fin 2009.
En 2002, le statut juridique de Sherpa change, création de la SA Coopérative Sherpa qui est une coopérative de détaillants à capital variable. 
En 2007, la Coopérative Sherpa lance sa sélection de produits régionaux sous la marque Terre de l'Alpe.
Fin 2009, le groupe Casino signe un contrat d'approvisionnement avec Sherpa.

## Fonctionnement

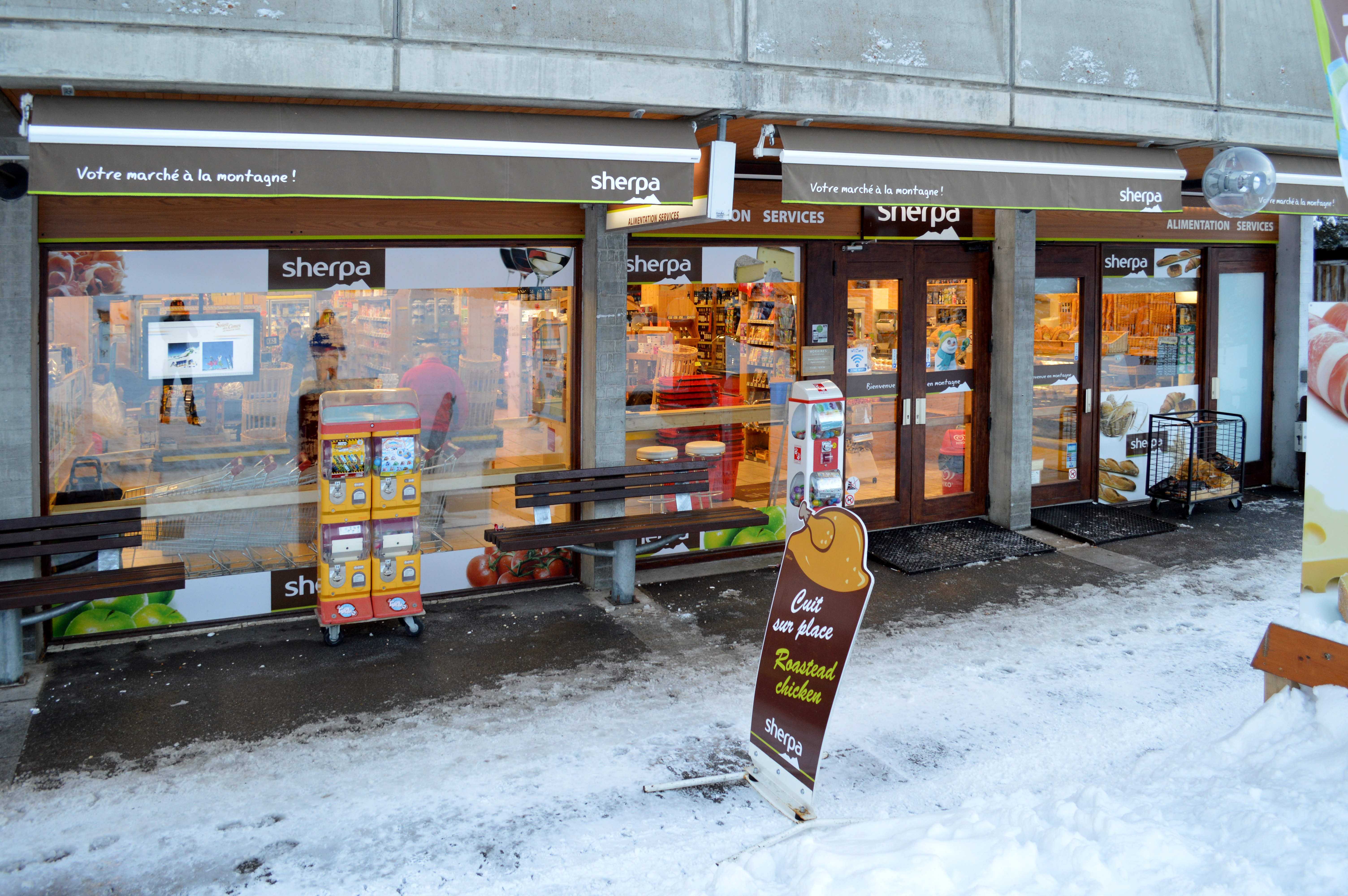
Un supermarché Sherpa à Flaine, Haute-Savoie.

Sherpa est une coopérative qui regroupe un siège social (à Drumettaz) et une centaine de magasins indépendants situés dans le Jura, les Alpes du Nord et du Sud et les Pyrénées. Sherpa se présente comme la combinaison d'une structure associative et d'une structure d'entreprise. Son siège social se situe en Savoie près du lac du Bourget.
Le fonctionnement de la Coopérative Sherpa prévoit une voix par adhérent et non une voix par point de vente. Olivier Carrié, gérant de Sherpa aux Menuires et à Val Thorens, est le président du réseau Sherpa depuis 2018.

### Identité visuelle

Ancien logo de Sherpa de 1988 jusqu'en 2009
Logo actuel depuis 2009.